# Magnetoelektrochemie
Die Magnetoelektrochemie ist ein Forschungsgebiet, in dem die Auswirkungen von Magnetfeldern auf elektrochemische Prozesse untersucht werden. Der wichtigste Teilbereich ist die Magnetoelektrolyse, die Anwendung von Magnetfeldern bei der Elektrolyse. Mögliche Anwendungen der Effekte sind verbesserte Verfahren in der Galvanotechnik oder der Wasserelektrolyse. Die Magnetoelektrochemie als Kombination von Elektrochemie und Magnetfeldern hat auch Überschneidungen mit der Magnetochemie, vor allem aber mit der Magnetohydrodynamik. Die wichtigste Auswirkung des Magnetfeldes auf die elektrochemischen Prozesse betrifft nämlich die Bewegung der Ionen in der Lösung.

## Effekte des Magnetfeldes
Bei Stromfluss bewegen sich die gelösten Ionen (Kationen und Anionen) durch den Elektrolyten. Ein Magnetfeld {\displaystyle {\vec {B}}} führt zu einer Kraft {\displaystyle {\vec {F_{\text{B}}}}} (der Lorentzkraft im engeren Sinne) auf die bewegten Ladungsträger. Die insgesamt auf ein mit der Geschwindigkeit {\displaystyle {\vec {v}}} wanderndes Ion wirkende Kraft ist die Lorentzkraft {\displaystyle {\vec {F}}} im weiteren Sinne:
{\displaystyle {\begin{aligned}{\vec {F}}&={\vec {F_{\text{E}}}}+{\vec {F_{\text{B}}}}\\&=q\cdot {\vec {E}}+q\cdot {\vec {v}}\times {\vec {B}}\end{aligned}}},
wobei die Ladung q des Ions durch seine Ladungszahl z und die Elementarladung e gegeben ist:
{\displaystyle q=z\cdot {\text{e}}}.
Demnach ist der Betrag der Kraft {\displaystyle {\vec {F_{\text{B}}}}} dem Magnetfeld oder genauer der zur Stromrichtung senkrechten Komponente des Feldes proportional. Durch die zusätzliche Verschiebung der Ladungen entsteht eine Spannung, dies ist der Hall-Effekt. Die durch das Magnetfeld hervorgerufene Bewegungskomponente der Ionen senkrecht zur Stromrichtung und zum Magnetfeld gemäß der Drei-Finger-Regel führt zu einer Konvektion des Elektrolyten parallel zur Elektrodenoberfläche. Diese Umwälzung der Lösung führt zu einer Verkleinerung der Diffusionsschicht und ermöglicht daher bei gleichen Spannungen höhere Stromdichten. Die Grenzstromdichte ist dabei proportional zu {\displaystyle c^{4/3}\cdot B^{1/3}} mit der Elektrolytkonzentration c.
Die durch das Magnetfeld hervorgerufenen Konvektionsströmungen im Elektrolyten sind vergleichbar mit denen, die durch Dichteunterschiede oder durch sanftes Rühren hervorgerufen werden. Sie können die Form dendritischer Abscheidungen deutlich verändern. In einem viskosen Elektrolyten treten sie nicht auf.

## Mögliche Anwendungen
Die Magnetoelektrolyse verspricht im Vergleich zur Elektrolyse ohne zusätzliches Magnetfeld einen verbesserten ionischen Transport und damit höhere Stromdichten und größere Abscheidungsgeschwindigkeiten. Auch die Herstellung strukturierter Oberflächen ist möglich sowie eine Verbesserung der Abscheidung bei komplexen Geometrien, z. B. durch das Auffüllen von Vertiefungen.

## Forschung
Die Magnetoelektrolyse wird erforscht z. B. in Deutschland in Bochum, Dresden und Saarbrücken, in Europa insbesondere auch in Dublin.

## Historisches
Die ersten Experimente zur Magnetoelektrochemie wurden – allerdings ohne schlüssiges Ergebnis – von Michael Faraday durchgeführt.
Erste Veröffentlichungen zu Messungen des Hall-Effekts in Elektrolyten erfolgten ab 1896 und in den folgenden beiden Jahrzehnten. Die Experimente litten aber unter verschiedenen Schwierigkeiten, so dass zuverlässige Bestimmungen erst später möglich waren.
Ab dem Jahr 1974 begann eine umfangreiche Forschungstätigkeit zur Magnetoelektrolyse.

## Alternativen
Auch durch kräftiges Rühren kann die Geschwindigkeit einer elektrolytischen Metallabscheidung sehr stark erhöht werden. In vielen Fällen ist dies einfacher oder effektiver als die Anwendung eines starken Magnetfeldes. Durch geeignete Bedingungen wie eine hohe Stromdichte kann durch eine gleichzeitige Wasserstoffentwicklung eine Gasblasenrührung erreicht werden.
Verwendet man eine Pumpe und geeignete Düsen, so kann man wie bei der Magnetoelektrolyse die Abscheidung gezielt an bestimmten Stellen verstärken. Auch die Anordnung und Form der Gegenelektrode kann dazu dienen, die Stromdichte gezielt lokal zu variieren; dies wird z. B. auch beim umgekehrten Fall ausgenutzt, der Auflösung beim elektrochemischen Senken.
Ferner kann durch eine isolierende Beschichtung, z. B. durch Abkleben, die Abscheidung dort verhindert werden.